# John Jacob Astor, 1:e baron Astor av Hever
John Jacob Astor, 1:e baron Astor av Hever, född 20 maj 1886, död 19 juli 1971, var en brittisk tidningsägare och politiker. John Astor var son till William Waldorf Astor, 1:e viscount Astor.
John Astor var adjutant hos vicekungen av Indien 1911-14, och deltog med utmärkelse som kavalleriofficer i första världskriget. Han blev konservativ (unionistisk) ledamot av underhuset 1922. Efter lord Northcliffes död 1922 övertog Astor aktiemajoriteten i The Times, varigenom han blev ordförande i tidningens styrelse och huvuddelägare jämte verkställande direktören John Walter. På Astors initiativ tillsattes vid samma tillfälle en högt kvalificerad kontrollkommitté, som har till uppgift att säkerställa kontinuiteten i tidningens ledning.